# Casa al carrer Colom, 12 (Vilajuïga)
La Casa al carrer Colom, 12 és una obra de Vilajuïga (Alt Empordà) inclosa a l'Inventari del Patrimoni Arquitectònic de Catalunya.

## Descripció
Situada al centre del nucli urbà de la població de Vilajuïga, a la part posterior de les Aigües Minerals de Vilajuïga. Forma cantonada amb la plaça de Bòsnia i els carrers Colom i de les Aigües.
Edifici aïllat amb jardí posterior, de planta rectangular, amb la coberta plana. Consta de planta baixa i pis. Té la porta d'accés pel carrer Colom i la del vehicle pel de les Aigües, ambdues comuniquen amb el jardí. La façana principal presenta tres finestres rectangulars amb l'emmarcament decorat i llinda a mode de guardapols. La central és més gran i té el guardapols esglaonat amb un motiu decoratiu al mig. El de les dues laterals és pla, amb un motiu floral. El coronament de la façana es troba rematat per una cornisa motllurada, amb un cos rectangular destacat a l'altura de la finestra central. Té un petit fris decorat rematat amb palmetes alineades. A la façana posterior destaca el balcó exempt del primer pis, amb barana de ferro decorada i la mateixa decoració que la finestra central. El coronament també es repeteix en aquest cas. Les finestres de la planta baixa foren obertes posteriorment. Tots els motius decoratius de les façanes es troben pintats dels colors blanc i rosa. La resta del parament és de maçoneria, amb diverses reformes de maó.